# Sandra Hüller
Sandra Hüller (n. 30 aprilie 1978, Suhl, Republica Democrată Germană, Germania) este o actriță germană. A jucat în filme germane, austriece, americane, britanice și franceze. Ea a jucat-o pe Anneliese Michel în Requiem, drama lui Hans-Christian Schmid din 2006, pentru care a câștigat Ursul de argint pentru cea mai bună actriță. În 2016 cu rolul unei fiice cu probleme în comedia lui Maren Ade, Toni Erdmann, a câștigat Premiul pentru cea mai bună actriță pentru film european.
În 2023, Hüller a interpretat-o pe Irma Sztáray în comedia istorică regizată de Frauke Finsterwalder, Sisi &amp; I, și a câștigat o recunoaștere mai largă pentru rolurile principale din drama The Zone of Interest, de Jonathan Glazer și Anatomy of a Fall, drama regizată de Justine Trie. Rolul ei de femeie acuzată de moartea soțului ei Anatomy of a Fall i-a adus un al doilea Premiu pentru Film European pentru cea mai bună actriță și o nominalizare la Globul de Aur.

## Tinerețe
Hüller s-a născut în Suhl, Germania de Est,  și a crescut în Friedrichroda. Este cea mai mare dintre cei doi copii ai unei familii de educatori. Tatăl ei a predat la un centru pentru ucenici iar mama ei a făcut meditații.
În liceu, Hüller a debutat pe scenă în 1996 cu spectacolul „Wir Voodookinder” (regia Robert Lehniger) la Theatertreffen der Jugend din Berlin. A studiat actoria din 1996 până în 2000 la Hochschule Für Schauspielkunst „Ernst Busch” din Berlin. A jucat din 1998 până în 2001 la Teatrul Jena din Turingia și apoi, timp de un an, la Schauspiel în Leipzig. A jucat apoi, până în 2006 la Teatrul din Basel, Elveția.

## Carieră

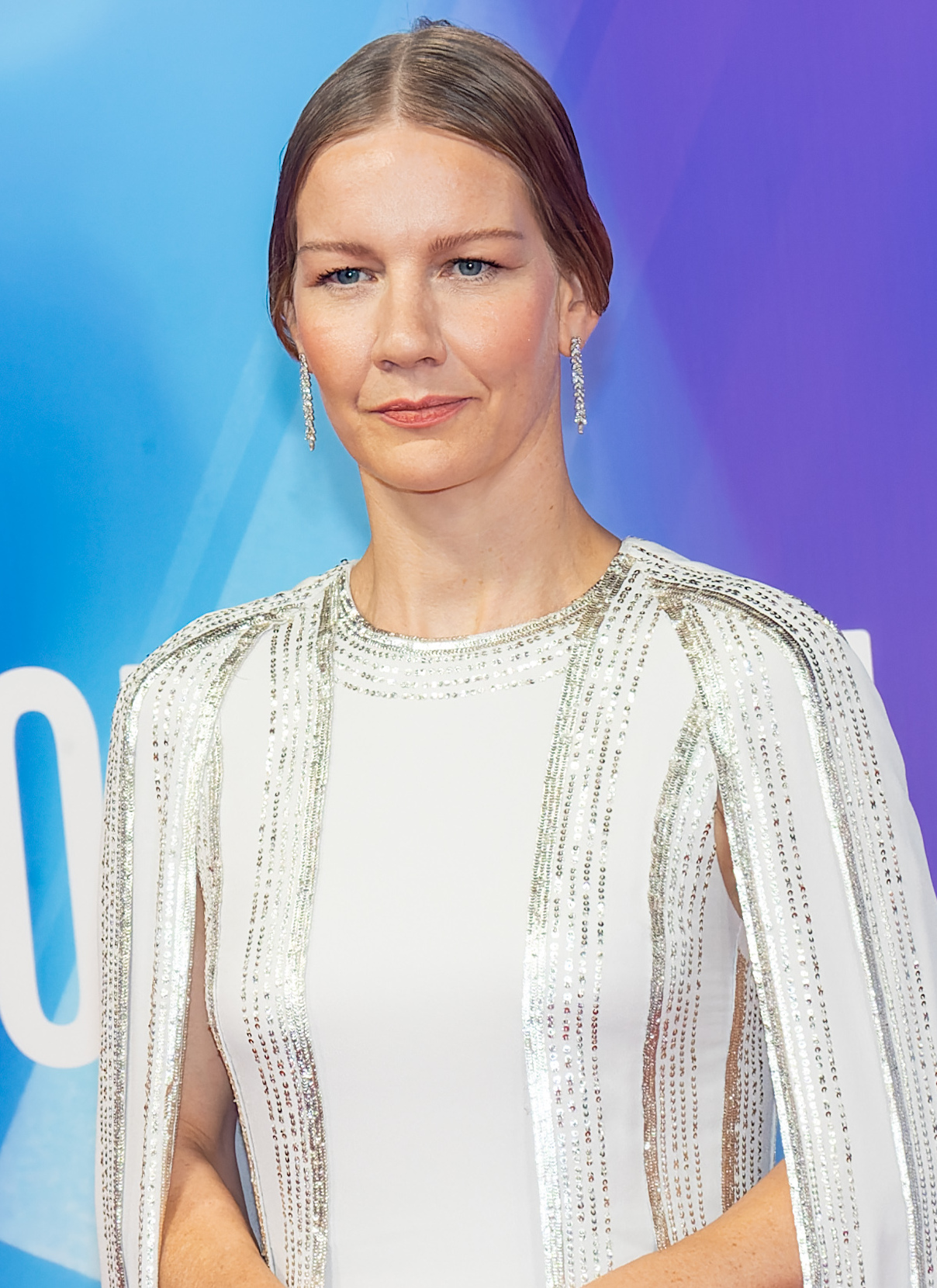
Hüller în 2023

Înainte de lansarea filmuluiToni Erdmann în 2016, Hüller era cunoscută mai ales pentru rolul ei ca Michaela Klingler din filmul lui Hans-Christian Schmid Requiem, pentru care a câștigat Premiul pentru cea mai bună actriță al Festivalului Internațional de Film de la Berlin, ediția a 56-a și primul său Premiul al filmului German în 2006.
La cea de-a 62-a ediție a Festivalului Internațional de Film de la Berlin din 2012, Hüller a făcut parte din juriul care a ales Vilaine Fille Mauvais Garçon de Justine Triet drept cel mai bun scurtmetraj al festivalului.
Din 2012 până în 2015, Hüller a fost membră a  Kammerspiele München, unde a lucrat cu regizorul Johan Simons.
În 2014, Hüller a câștigat Premiul filmuluigerman pentru cea mai bună actriță în rol secundar pentru interpretarea lui Franziska Feldenhoven în filmul lui Frauke Finsterwalder: Finsterworld.
La fel ca Julia Jentsch și Paula Beer, Hüller este actrița germană care a câștigat după 2000 atât Premiul pentru Film European, cât și Ursul de Argint pentru cea mai bună actriță, distincții de top ale Academiei de Film European și ale Festivalului de Film de la Berlin. În 2017 ea a acceptat invitația de a deveni membră a Academiei de Arte din Berlin.
Hüller a devenit în 2018 membră în compania de teatru Schauspiel Bochum și cu această ocazie a lucrat din nou alături de Johan Simons. În 2018, ea a jucat rolul principal în adaptarea lui Simons a piesei Penthesilea  în Bochum și la Festivalul de teatru la Salzburg. Din 2019, ea a apărut în Hamlet, versiunea premiată regizată de Simons.
În 2019, Hüller a făcut parte din juriul celui de-al 69-lea Festival Internațional de Film de la Berlin, prezidat de Juliette Binoche.  În același an ea a apărut în două filme franceze, Sibyl de Justine Triet, unde a jucat rolul regizoarei Mika, și în Proxima de Alice Winocour în rolul psihologului Wendy.
În 2023, Hüller a portretizat-o pe contesa Irma Sztáray în filmul istoric de comedie neagră al lui Frauke Finsterwalder, Sisi &amp; I, o repovestire a ultimilor ani ai împărătesei Elisabeta a Austriei din perspectiva doamnei sale de onoare, Irma Sztáray. Filmul a avut premiera mondială la cea de-a 73-a ediție a Festivalului de Film de la Berlin pe 19 februarie 2023  și a fost lansat în Germania la 30 martie 2023. Hüller a fost nominalizată la Premiul German de Film pentru cea mai bună actriță pentru interpretarea sa.
Hüller a jucat în două filme care au avut premiera în competiția principală la Festivalul de Film de la Cannes din 2023.  Drama franceză care are loc într-o sală de judecată Anatomy of a Fall, regizată de Justine Triet a câștigat Palme d'Or în cadrul  festivalului.  Al doilea film a fost drama americano-britanico- poloneză The Zone of Interest de Jonathan Glazer, care a câștigat Marele Premiu. Ea a câștigat al doilea Premiu de film european pentru cea mai bună actriță pentru interpretarea din Anatomy of a Fall, fiind nominalizată pentru același premiu și pentru interpretarea din The Zone of Interest. Hüller a câștigat, de asemenea, o nominalizare la Globul de Aur pentru Anatomy of a Fall.

## Viața personală
Hüller locuiește în Leipzig-Plagwitz, Germania, împreună cu fiica ei născută în 2011.

## Filmografie

### Filme
| An   | Titlu                                                       | Rol                    | Note                         |
| ---- | ----------------------------------------------------------- | ---------------------- | ---------------------------- |
| 1999 | Nicht auf den Mund                                          | Margaretă              | Scurt-metraj                 |
| 1999 | Midsommar Stories                                           | Beatrice               | Segmentul „Sabotaj”          |
| 2006 | Recviem                                                     | Michaela Klingler      |                              |
| 2006 | Kühe lächeln mit den Augen                                  | Julia                  |                              |
| 2006 | Madonnas                                                    | Rita                   |                              |
| 2008 | Unde în această lume                                        |                        | Scurt-metraj                 |
| 2008 | A Woman in Berlin⁠(d)                                        | Steffi                 |                              |
| 2008 | The Architect                                               | Reh Winter             |                              |
| 2009 | Roentgen                                                    | Charlotte              | Scurt-metraj                 |
| 2009 | A zbura                                                     | Sarah                  | Scurt-metraj                 |
| 2009 | Germany 09: 13 Short Films About the State of the Nation⁠(d) | Ulrike Meinhof         | Segmentul „Die Unvollendete” |
| 2009 | Miss Stinnes Motors Round the World                         | Clarenore Stinnes      |                              |
| 2009 | Henri 4                                                     | Catherine              |                              |
| 2010 | Brownian Movement                                           | Charlotte              |                              |
| 2010 | Aghet – Ein Völkermord                                      | Tacy Atkinson          | Film documentar              |
| 2011 | Über uns das All                                            | Martha Sabel           |                              |
| 2012 | Fluss                                                       | Mamă                   | Scurt-metraj                 |
| 2012 | Strings                                                     | Mamă                   |                              |
| 2013 | Finsterworld                                                | Franziska Feldenhoven  |                              |
| 2014 | Lose My Self                                                | Frauke, prietena Lenei |                              |
| 2014 | Amour Fou                                                   | Marie                  |                              |
| 2016 | Toni Erdmann                                                | Ines Conradi           |                              |
| 2017 | Don't                                                       | Supererou              | Scurt-metraj                 |
| 2017 | Fack ju Göhte 3                                             | Biggi Enzberger        |                              |
| 2018 | In the Aisles                                               | Marion Koch            |                              |
| 2018 | 25 km/h                                                     | Tanja                  |                              |
| 2019 | Sibyl                                                       | Mika                   |                              |
| 2019 | Proxima                                                     | Wendy                  |                              |
| 2019 | Exil                                                        | Nora                   |                              |
| 2021 | I'm Your Man                                                | Angajat                |                              |
| 2021 | Munchen – La marginea războiului                            | Helen Winter           | Film Netflix                 |
| 2023 | Sisi &amp; I                                                | Irma Sztáray           |                              |
| 2023 | Anatomia unei prăbușiri                                     | Sandra Voyter          |                              |
| 2023 | Zona de interes                                             | Hedwig Höss            |                              |

### Televiziune
| An   | Titlu                                     | Rol            | Note         |
| ---- | ----------------------------------------- | -------------- | ------------ |
| 2011 | Der Kriminalist                           | Conny Lojewski | 1 episod     |
| 2013 | Pinocchio                                 | Vulpe          | Serii scurte |
| 2014 | Polizeiruf 110                            | Karen Wagner   | 1 episod     |
| 2016 | Crime Scene Cleaner (Der Tatortreiniger ) | Silke Hansen   | 1 episod     |

## Premii și nominalizări

### Film awards
| Year | Award                                                               | Category                                  | Nominated work                             | Result       | Ref.          |
| ---- | ------------------------------------------------------------------- | ----------------------------------------- | ------------------------------------------ | ------------ | ------------- |
| 2005 | Bavarian Film Award                                                 | Cea mai bună actriță                      | N/A                                        | Câștigat     | [ 36 ]        |
| 2006 | Berlin International Film Festival                                  | Silver Bear for Best Actress              | Requiem                                    | Câștigat     |               |
| 2006 | German Film Awards                                                  | Cea mai bună actriță                      | Requiem                                    | Câștigat     |               |
| 2006 | German Film Critics Award                                           | Cea mai bună actriță                      | Requiem                                    | Câștigat     |               |
| 2006 | Sitges Film Festival                                                | Cea mai bună actriță                      | Requiem                                    | Câștigat     |               |
| 2006 | European Film Awards                                                | Cea mai bună actriță                      | Requiem                                    | Nominalizare |               |
| 2007 | Mar del Plata Film Festival                                         | Cea mai bună actriță                      | Madonnas                                   | Câștigat     |               |
| 2009 | Ulrich-Wildgruber-Preis                                             |                                           |                                            | Câștigat     | [ 37 ]        |
| 2011 | German Film Critics Award                                           | Cea mai bună actriță                      | Above Us Only Sky⁠(d)                       | Câștigat     |               |
| 2012 | German Film Awards                                                  | Cea mai bună actriță                      | Above Us Only Sky⁠(d)                       | Nominalizare |               |
| 2012 | Festival International des Jeunes Réalisateurs de Saint-Jean-de-Luz | Cea mai bună actriță                      | Above Us Only Sky⁠(d)                       | Câștigat     |               |
| 2012 | Festival de Valenciennes                                            | Cea mai bună actriță                      | Above Us Only Sky⁠(d)                       | Câștigat     |               |
| 2014 | German Film Award                                                   | Cea mai bună actriță într-un rol secundar | Finsterworld⁠(d)                            | Câștigat     |               |
| 2014 | German Television Awards                                            | Cea mai bună actriță                      | Polizeiruf 110                             | Nominalizare |               |
| 2016 | European Film Awards                                                | Cea mai bună actriță                      | Toni Erdmann                               | Câștigat     | [ 38 ]        |
| 2016 | Bavarian Film Award                                                 | Cea mai bună actriță                      | Toni Erdmann                               | Câștigat     |               |
| 2016 | Toronto Film Critics Association Awards                             | Cea mai bună actriță                      | Toni Erdmann                               | Câștigat     |               |
| 2017 | German Film Awards                                                  | Cea mai bună actriță                      | Toni Erdmann                               | Câștigat     |               |
| 2017 | London Critics Circle Film Awards                                   | Actrița anului                            | Toni Erdmann                               | Nominalizare |               |
| 2017 | National Society of Film Critics Awards                             | Cea mai bună actriță                      | Toni Erdmann                               | Nominalizare |               |
| 2017 | German Film Critics Award                                           | Cea mai bună actriță                      | Toni Erdmann                               | Nominalizare |               |
| 2018 | SESC Film Festival                                                  | Cea mai bună actriță într-un film străin  | Toni Erdmann                               | Câștigat     |               |
| 2018 | German Film Awards                                                  | Cea mai bună actriță într-un rol secundar | In the Aisles⁠(d)                           | Nominalizare |               |
| 2023 | German Film Awards                                                  | Cea mai bună actriță                      | Sisi & I⁠(d)                                | Nominalizare | [ 29 ]        |
| 2023 | Gotham Independent Film Awards                                      | Cea mai bună actriță într-un rol secundar | The Zone of Interest⁠(d)                    | Nominalizare | [ 39 ] [ 40 ] |
| 2023 | European Film Awards                                                | Cea mai bună actriță                      | The Zone of Interest⁠(d)                    | Nominalizare | [ 32 ] [ 41 ] |
| 2023 | European Film Awards                                                | Cea mai bună actriță                      | Anatomy of a Fall                          | Câștigat     | [ 32 ] [ 41 ] |
| 2023 | Los Angeles Film Critics Association Awards                         | Cea mai bună actriță                      | Anatomy of a Fall and The Zone of Interest | Câștigat     | [ 42 ]        |
| 2023 | Toronto Film Critics Association Awards                             | Premiul criticilor                        | Anatomy of a Fall                          | Câștigat     | [ 43 ]        |
| 2024 | Golden Globe Awards                                                 | Cea mai bună actriță                      | Anatomy of a Fall                          | În așteptare | [ 33 ]        |
| 2024 | Critics' Choice Movie Awards                                        | Cea mai bună actriță                      | Anatomy of a Fall                          | În așteptare | [ 44 ]        |

### Alte premii
- 2003 – Cea mai bună tânără actriță oferit deTheater heute
- 2013 – Cea mai bună actriță, oferit de Theater heute
- 2019 – Gertrud-Eysoldt-Ring[45]
- 2020 – Theaterpreis Berlin, oferit de  the Stiftung Preußische Seehandlung
- 2020 – Crucea federală de Merit a Republicii Federale Germania[46]
- 2022 – Premiul Hannelore Elsner
- 2023 – Douglas Sirk Prize, oferit de Festivalul de film de la Hamburg